# 楊惟喬
楊惟喬（1537年—？），字幼植，號春宇，四川敘州府富順縣人，軍籍，明朝政治人物，進士出身。

## 生平
嘉靖四十年（1561年）辛酉科四川鄉試第十六名舉人，會試中式第一百六十五名，四十四年（1565年）中式乙丑科第二甲第五十四名進士。禮部觀政，四十五年八月授壽州知州，隆慶二年（1568年）十二月升戶部員外郎，三年十月升郎中，五年二月降調開封府通判，萬曆元年（1573年）二月升沁州知州，二年十二月升永平府同知，七年三月升吉安府知府，十年二月升江西副使，十一年正月以知府聽調。

## 家族
曾祖楊斌；祖父楊曙，庠生；父楊炌，庠生贈知州；前母陽氏；母陽氏。慈侍下。妻熊氏，兄楊惟塾、楊惟基，弟楊惟蕃、楊惟芳、楊惟達。